# Joe Schobert
Pour les articles homonymes, voir Schobert.
(en) Statistiques sur pro-football-reference
Joe Schobert, né le 6 novembre 1993 à Waukesha au Wisconsin, est un joueur américain de football américain. Il joue pour les Steelers de Pittsburgh dans la National Football League (NFL) au poste de linebacker

## Biographie

### Carrière universitaire
Étudiant à l'université du Wisconsin, il a joué pour l'équipe des Badgers de 2012 à 2015. À sa dernière saison universitaire, il est nommé linebacker de l'année dans la conférence Big Ten en plus d'être sélectionné dans l'équipe-type All-America.

### Carrière professionnelle
Il est sélectionné par les Browns de Cleveland au quatrième tour, en 99e position, lors de la draft 2016 de la NFL. 
Après avoir joué sa première saison professionnelle comme relève en défense et sur les unités spéciales, il est désigné titulaire comme linebacker intérieur pour le début de la saison 2017. Avec 144 plaquages, il mène la ligue au niveau des plaquages à égalité avec Blake Martinez et Preston Brown, en plus de réaliser 3 sacks, 4 passes déviées, une interception et 3 fumbles forcés. Il est sélectionné au Pro Bowl, en remplaçant Ryan Shazier des Steelers de Pittsburgh qui est blessé.
Durant la saison 2019, lors de la 12e semaine face aux Dolphins de Miami, il est nommé joueur défensif de la semaine dans l'AFC après avoir intercepté deux fois le quarterback Ryan Fitzpatrick en plus de dévier quatre passes. Il est le meilleur plaqueur et intercepteur de son équipe à l'issue de la saison, avec 133 plaquages et 4 interceptions.
Il rejoint les Jaguars de Jacksonville en mars 2020 sur un contrat de 5 ans pour 53,75 millions de dollars.